# Coppa Italia 2019-2020 (pallamano femminile)
La Coppa Italia di pallamano 2019-2020 è la 29ª edizione della coppa nazionale di pallamano femminile.

## Formula

### Qualification Round
Le nove squadre di serie A1 vengono suddivise in tre gruppi a concentramento con gare di sola 
andata, che si svolgono nelle sedi delle tre squadre meglio classificate, con la seguente griglia degli abbinamenti sulla base della classifica al termine del girone di andata: 
- Gruppo 1: 1ª, 5ª e 9ª classificata
- Gruppo 2: 2ª, 6ª e 7ª classificata
- Gruppo 3: 3ª, 4ª e 8ª classificata

### Final Four
Le squadre qualificate al 1º posto del Qualification Round e la migliore seconda classificata 
(nell’ordine secondo: punti in classifica, differenza reti, maggior numero di reti realizzate, 
sorteggio) partecipano alla Final Four, che si disputa con formula di semifinali, finali 1°-2° e 3°-4° 
posto, tutte in gara unica. La migliore seconda classificata incontra in semifinale la migliore prima classificata, con esclusione di quella appartenente allo stesso girone del Qualification Round.

## Risultati

### Qualification Round

#### Girone 1
|  | Pos. | Squadra         | Pt | G | V | N | S | GF | GS | D   |
|  | ---- | --------------- | -- | - | - | - | - | -- | -- | --- |
|  | 1.   | Oderzo          | 4  | 2 | 2 | 0 | 0 | 63 | 48 | +15 |
|  | 2.   | Cassano Magnago | 2  | 2 | 1 | 0 | 1 | 54 | 46 | +8  |
|  | 3.   | Nuoro           | 0  | 2 | 0 | 0 | 2 | 46 | 69 | -23 |

#### Girone 2
|  | Pos. | Squadra         | Pt | G | V | N | S | GF | GS | D   |
|  | ---- | --------------- | -- | - | - | - | - | -- | -- | --- |
|  | 1.   | Brixen Südtirol | 4  | 2 | 2 | 0 | 0 | 68 | 52 | +16 |
|  | 2.   | Ariosto Ferrara | 2  | 2 | 1 | 0 | 1 | 57 | 56 | +1  |
|  | 3.   | Casalgrande     | 0  | 2 | 0 | 0 | 2 | 52 | 69 | -17 |

#### Girone 3
|  | Pos. | Squadra     | Pt | G | V | N | S | GF | GS | D   |
|  | ---- | ----------- | -- | - | - | - | - | -- | -- | --- |
|  | 1.   | PDO Salerno | 4  | 2 | 2 | 0 | 0 | 65 | 51 | +14 |
|  | 2.   | Mestrino    | 2  | 2 | 1 | 0 | 1 | 60 | 54 | +6  |
|  | 3.   | Leno        | 0  | 2 | 0 | 0 | 2 | 48 | 68 | -20 |

## Tabellone (fase finale)
|  | Semifinali      | Semifinali      | Semifinali  |             |                 | Finale             | Finale             | Finale             |  |
|  |                 |                 |             |             |                 |                    |                    |                    |  |
|  | Brixen Südtirol | Brixen Südtirol | 30          |             |                 |                    |                    |                    |  |
|  | Brixen Südtirol | Brixen Südtirol | 30          |             |                 |                    |                    |                    |  |
|  | Cassano Magnago | Cassano Magnago | 31          |             |                 |                    |                    |                    |  |
|  | Cassano Magnago | Cassano Magnago | 31          |             | Cassano Magnago | Cassano Magnago    | 23                 |                    |  |
|  |                 |                 |             |             | Cassano Magnago | Cassano Magnago    | 23                 |                    |  |
|  |                 |                 | PDO Salerno | PDO Salerno | 29              |                    |                    |                    |  |
|  | Oderzo          | Oderzo          | PDO Salerno | PDO Salerno | 29              | 21                 |                    |                    |  |
|  | Oderzo          | Oderzo          |             |             |                 | 21                 |                    |                    |  |
|  | PDO Salerno     | PDO Salerno     | 29          |             |                 | Finale terzo posto | Finale terzo posto | Finale terzo posto |  |
|  | PDO Salerno     | PDO Salerno     | 29          |             |                 |                    |                    |                    |  |
|  |                 |                 |             |             |                 |                    |                    |                    |  |
|  |                 |                 |             |             |                 | Brixen Südtirol    | Brixen Südtirol    | 25                 |  |
|  |                 |                 |             |             |                 | Brixen Südtirol    | Brixen Südtirol    | 25                 |  |
|  |                 |                 |             |             |                 | Oderzo             | Oderzo             | 23                 |  |